# 傾盆大雨 (平井堅單曲)
《傾盆大雨》（日語：／羅馬拼音：／英文：Pouring Rain），日本男歌手平井堅的第4張單曲。1996年8月21日發行。

## 概述
- 平井堅1996年的第一張單曲。
- 2000年10月1日重新發行CD版。

## 收錄曲目
1. 傾盆大雨
  - 作詞、作曲：平井堅／編曲：松浦晃久
2. Go Ahead
  - 作詞、作曲：平井堅／編曲：松浦晃久
3. 傾盆大雨（Original Karaoke）

## 外部連結
- Sony Music的作品介紹
  - 通常盤 （页面存档备份，存于）